# (8870) von Zeipel
(8870) von Zeipel (1992 EQ11) – planetoida z grupy pasa głównego asteroid okrążająca Słońce w ciągu 5,03 lat w średniej odległości 2,93 au. Odkryta 6 marca 1992 roku.